# Mapudungun
Mapuški jeziki se govorijo v osrednjem Čilu in delu Argentine. Delijo se v dve glavni veji: mapudungun in huilliche. Opaziti je mogoče nekaj vplivov kečuanščine, čeprav z njo nista v sorodu. V Čilu naj bi bilo le še okoli 200.000 ljudi, ki ju znajo tekoče govoriti.